# Tondela
Tondela és un municipi portuguès, situat al districte de Viseu, a la regió del Centre i a la subregió de Dão-Lafões. L'any 2004 tenia 31.152 habitants. Es divideix en 26 freguesias. Limita al nord amb Vouzela i Oliveira de Frades, al nord-est amb Viseu, al sud-est amb Carregal do Sal, al sud amb Santa Comba Dão, al sud-oest amb Mortágua i a l'oest amb Águeda.

## Població
| Població del concelho de Tondela (1801 – 2004) | Població del concelho de Tondela (1801 – 2004) | Població del concelho de Tondela (1801 – 2004) | Població del concelho de Tondela (1801 – 2004) | Població del concelho de Tondela (1801 – 2004) | Població del concelho de Tondela (1801 – 2004) | Població del concelho de Tondela (1801 – 2004) | Població del concelho de Tondela (1801 – 2004) | Població del concelho de Tondela (1801 – 2004) |
| ---------------------------------------------- | ---------------------------------------------- | ---------------------------------------------- | ---------------------------------------------- | ---------------------------------------------- | ---------------------------------------------- | ---------------------------------------------- | ---------------------------------------------- | ---------------------------------------------- |
| 1801                                           | 1849                                           | 1900                                           | 1930                                           | 1960                                           | 1981                                           | 1991                                           | 2001                                           | 2004                                           |
| 3417                                           | 17880                                          | 30622                                          | 34632                                          | 38917                                          | 35906                                          | 32049                                          | 31152                                          | 31026                                          |

## Freguesies
- Barreiro de Besteiros
- Campo de Besteiros
- Canas de Santa Maria
- Caparrosa
- Castelões
- Dardavaz
- Ferreirós do Dão
- Guardão
- Lajeosa do Dão
- Lobão da Beira
- Molelos
- Mosteirinho
- Mosteiro de Fráguas
- Mouraz
- Nandufe
- Parada de Gonta
- Sabugosa
- Santiago de Besteiros
- São João do Monte
- São Miguel do Outeiro
- Silvares
- Tonda
- Tondela
- Tourigo
- Vila Nova da Rainha
- Vilar de Besteiros